# Théâtre de la Gaîté (Bruxelles)
Pour les articles homonymes, voir Gaîté.
Le théâtre de la Gaîté est un ancien théâtre-concert de style éclectique situé à Bruxelles en Belgique.
Avec le cinéma Eldorado de la place de Brouckère, le cinéma Métropole de la rue Neuve, le Cinéma Caméo et l'ancien cabaret Chez Paul au Gaity de la rue du Fossé aux Loups, le théâtre de la Gaîté a participé à la « tradition de lieu de délassement et de plaisir de jour et de nuit » de la place de Brouckère et de ses environs. Le lieu se reconvertit, dès les années 1950, dans des revues aux titres calembouresques : «J'ai un poêle à mazout» et «Les pompiers m'incendient».

## Localisation
L'immeuble se dresse au numéro 18 de la rue du Fossé aux Loups, à quelques dizaines de mètres de la rue Neuve, de la place de Brouckère, de l'ancien Cinéma Caméo et de l'ancien siège de la Caisse Générale d'Épargne et de Retraite.

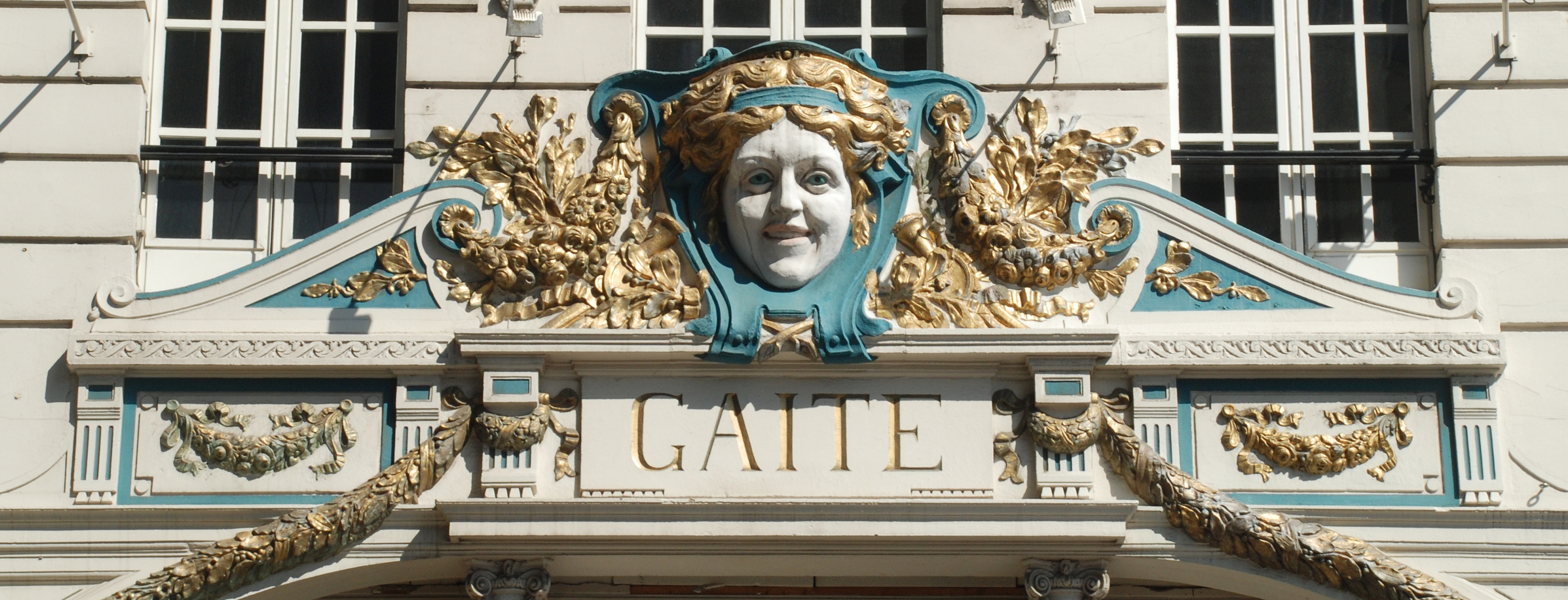
L'entablement, le fronton et le mascaron constituant l'enseigne de la Gaîté

## Historique
La Gaîté est un ancien théâtre-concert fondé par Léo Berryer et édifié en 1911-1912 sur des plans de l'architecte Auguste Evrard.
À son ouverture, la programmation propose des opérettes, comédies, matinées enfantines, mais elle propose principalement des revues. Le théâtre ferme au début de la Première Guerre mondiale, mais est l’un des premiers à rouvrir durant l’Occupation, dès octobre 1914. Il présente alors surtout des comédies.
En 1945, les directeurs Jean-Louis Nijs et Léon Bartholomez innovent en inventant le système de spectacle permanent : trois séances sont proposées par jour. Y ont joué des artistes comme Jean Noben, Charles Immers, Yetta Ferra, Mady Diane, Christian de Mola,.
Le sous-sol de la salle de spectacle abritait un cabaret qui devint un night-club réputé du nom de « Chez Paul au Gaity ». Le directeur Alfred Bourgaux (dit Michel Elbaz) déclare la faillite de ce « théâtre de la Zwanze » en 1979 et fait place à une discothèque, jusqu'en 1989. Le lieu fut ensuite profondément transformé (front de rue et intérieur) et occupé par une chaîne de distribution de disques puis par une maison des cultures marocaine et flamande (Daarkom - Het Vlaams-Marokkaans Culturenhuis).
L'édifice fait l'objet d'une inscription sur la liste de sauvegarde comme monument depuis le 5 mars 1998.

## Architecture
L'immeuble présente une vaste façade asymétrique de quatre travées.
Cette façade, enduite et peinte en blanc, comporte un rez-de-chaussée, un entresol, trois étages et un attique.
Le rez-de-chaussée est percé, au niveau des trois travées de gauche, d'un vaste porche surmonté d'un arc en anse de panier qui porte une frise de couleur bleu clair dont les métopes portent les mentions « Théâtre / Fondé par Berryer en MCMXI / Concert ». Au-dessus de cette frise prend place la baie de l'entresol, également en anse de panier et compartimentée par des colonnettes.
Ce porche et cette baie sont couronnés par un entablement richement orné de triglyphes à gouttes et de guirlandes dorées, qui arbore le nom du théâtre et porte un fronton brisé orné d'un mascaron ceint de guirlandes et de feuillages dorés.
Aux étages, les trois travées de gauche sont cantonnées de pilastres à bossages plats et lignes de refends. 
Les trois étages sont tous différents : le premier présente des bossages plats à refends tandis que les deux autres sont lisses; les fenêtres du premier sont surmontées de bossages rayonnants tandis que celles du deuxièmes sont sommées de petites entablements portés par des corbeaux.

## Accessibilité
Ce site est desservi par la station de métro De Brouckère.